# Västerås stadshus

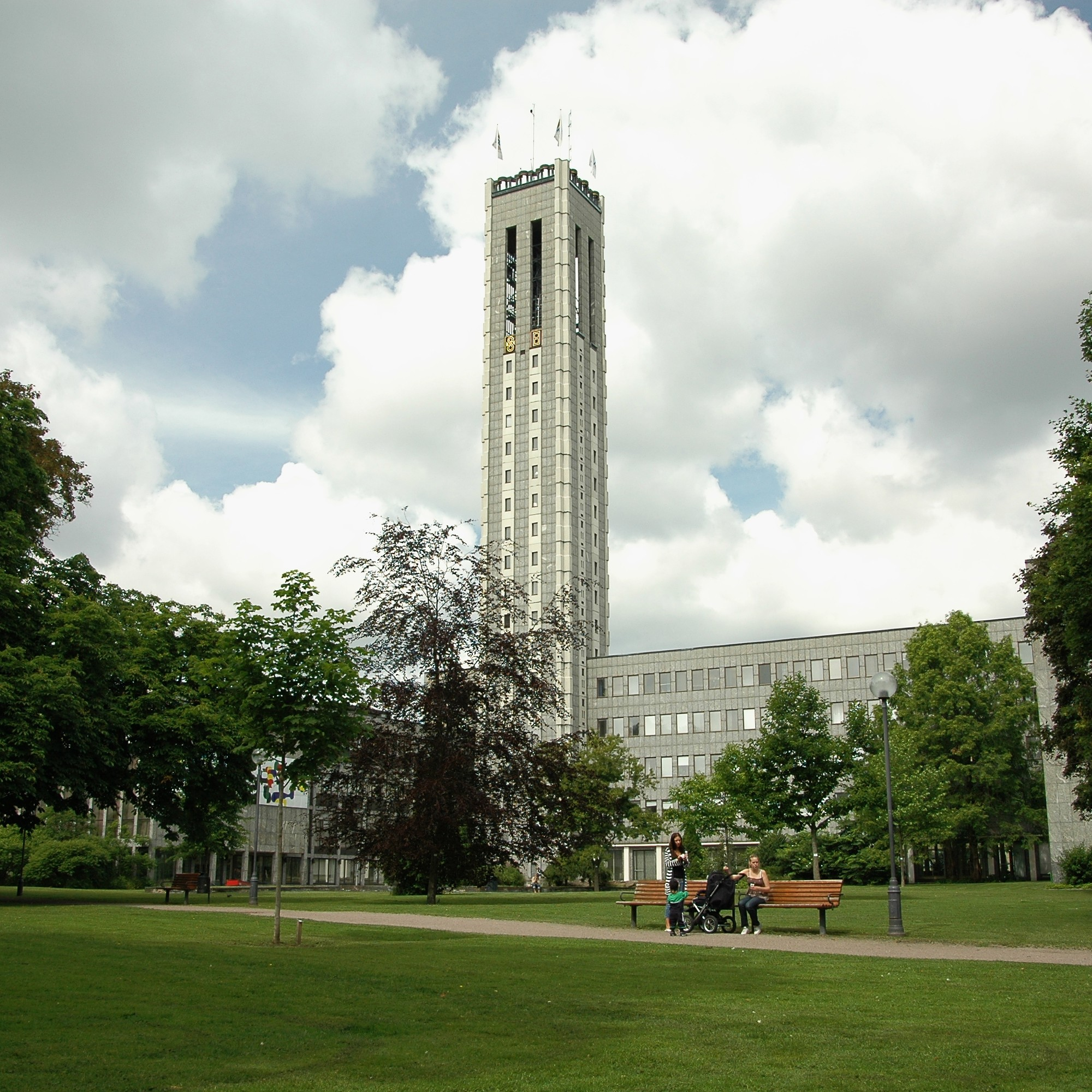
Stadshuset i Västerås

Västerås stadshus är beläget ett fyrtiotal meter öster om Svartån i Västerås centrum och själva stadshustornet är 65 meter högt, vilket gör detta torn till den femte högsta byggnaden i Västerås, efter Lillhäradsmasten, Västerås kraftvärmeverk, Västerås domkyrka och Skrapan. Byggnaden är säte för kommunens politiska ledning och dess administration.

## Historia

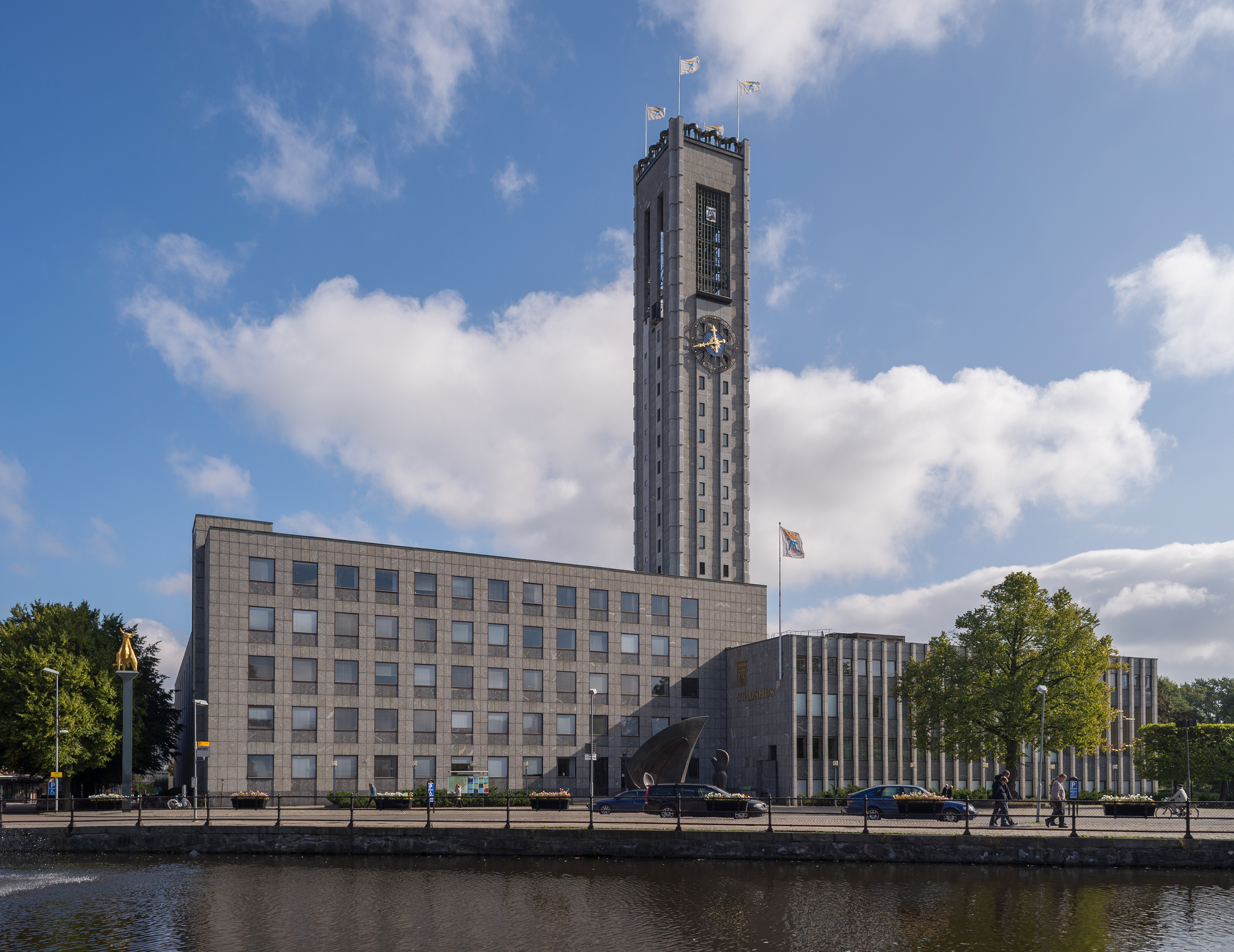
Västerås stadshus i september 2014.

Innan byggandet påbörjades av Västerås nya stadshus pågick planer i många år där en idétävling om utseendet ingick och som hölls under 1930-talet. Den dåvarande stadsarkitekten Sven Ahlbom lade fram de första skisserna i slutet av 1940-talet. I augusti 1949 fattade dåvarande stadsfullmäktige det formella beslutet att huset skulle byggas och i januari 1953 började utgrävningarna längs Munkgatan.
Fullmäktigeflygeln mot Fiskartorget blev färdig lagom till dåvarande stadsfullmäktiges 100-årsjubileum den 12 januari 1963. Stadshuset är ett mycket detaljrikt hus, väl genomtänkt och utfört med exakthet. Just fullmäktigeflygeln tillhör de delar av huset som är mest utsmyckade. 
Sven Ahlbom lade ner stor möda på val av material till stadshuset. Till den yttre fasaden valdes Svandalsgranit, vilket även har använts på en del innerväggar och dörrfoder. Mot borggården är fasaden klädd med vit Ekebergsmarmor, liksom trapporna i huset, många golvpartier och socklar. Även fönstren fick ett annorlunda utförande och skulle från början få teakkarmar, dåtidens mest populära trädslag, men det blev för dyrt och nöjde sig till slut med teaklister runt fönstren.
En stor omsorg lades ner på detaljer för att skapa en helhet, men samtidigt för att samla olika konstarter, arkitektur, måleri, skulptur, musik och poesi, till ett gemensamt uttryck med förhoppning om att stadshuset ska tala till människorna i staden och stärka gemensamhetskänsla och samhörighet.
I tjänsterummen fick taken en beklädnad med mahognyfanerade skivor då rummen blev mer ombonade om taket var mörkt, ansågs det då. Vissa delar av stadshuset fick en mer påkostad inredning. Kommunstyrelsens sammanträdesrum på andra våningen har en intarsiavägg av västeråskonstnären Erik Idar. Fullmäktiges sessionssal, mottagningsrum och festsalen Röda rummet med inredningar specialritades av Ahlbom och utfördes på NK:s verkstäder.
| ” | Vi kunna endast göra arkitektur när vi utnyttjar det modernaste, det bästa och starkaste tiden frambringar | „ |

| ”                   | Ett stadshus skall inte bara vara ett kontor utan också en monumentalbyggnad. Ett stadshus fordrar en viss utgestaltning. Det får inte bli förkrossande. Det monumentala måste ingå en syntes med det funktionella. Dess arkitektur skall ge något sant, något levande och bli till glädje åt oss alla, åt Västerås. | „ |
| – Sven Ahlbom, 1949 | |   |

För utsmyckning av sessionssalen utlystes en tävling och 152 förslag kom in. Det vinnande bidraget blev en vävnad, Det fria ordet av Kaisa Melanton, som nu hänger i salen. Alla bidrag ställdes ut på Västerås slott till allmänhetens beskådande. 
Tornet fanns inte med i Ahlboms ursprungliga planer, men det kom dock att ingå i byggnadsetapp två och stod färdigt 1958.
1971 byggdes Stadshuset ihop med Tekniska Verkens (senare Mälarenergi) hus. Senaste tillbyggnaden var det så kallade datahuset (K-byggnaden) som stod klar 1988.

## Klosterutgrävning
Vid utgrävningarna upptäcktes resterna av ett dominikanerkloster och en svartbrödrakyrka från mitten av 1200-talet. Det man upptäckte var att stora delar hade fått tjäna som byggnadsmaterial vid restaureringen av Västerås slott. Vid schaktningen för etapp ett påträffades kyrkogården till det medeltida dominikanerkloster som en gång funnits på platsen. En arkeologisk undersökning inleddes sommaren 1953 och fortsatte under 1954. De arkeologer som undersökte platsen fann ett stort antal fynd, bland annat drygt tre tusen skelett.
1959 utfördes ännu en utgrävning då rester av grunderna till klostrets byggnader undersöktes och frilades. Klostret hade rivits redan i mitten av 1500-talet då dessa byggnader hade förfallit efter Gustav Vasas reformationsriksdag. Bland annat hittade man resterna efter klostrets konventsal där 1527 års riksmöte beslutade att Sverige skulle övergå från katolicism till protestantism. En del av de nu frilagda grundmurarna lät man vara kvar söder om stadshuset, andra murar markerades i marken och inomhus i stadshusets golv med plattor eller stenar i avvikande färg.
I trehundra år klingade tonerna från klosterkyrkans klockor ut över staden vilket är bakgrunden till varför arkitekten Sven Ahlbom beslöt att kröna stadshuset med ett torn och klockspel.

## Klockspelet

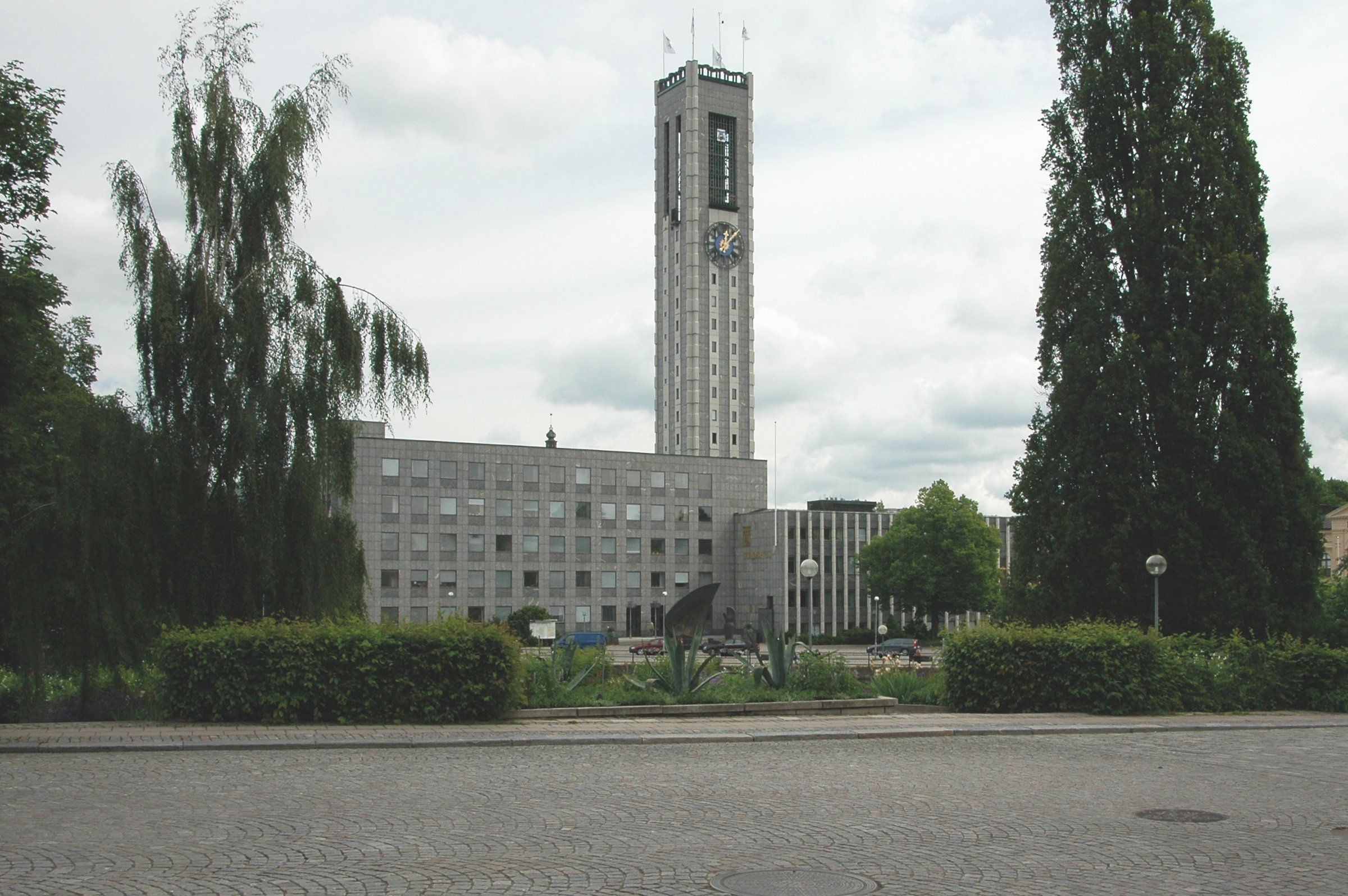
Klockspelet hänger bakom öppningarna högst upp i tornet.

Under åren 1954–1958 flyttade stora delar av den kommunala administrationen in i de nya lokalerna, men samtidigt fortsatte byggandet och i början av 1958 stod den fyrkantiga borggården och den 65 meter höga tornbyggnaden färdig. I tornet byggdes ett klockspel som består av 47 klockor och är idag Sveriges största.
Den största klockan väger ungefär lika mycket som ett genomsnittligt husvagnsekipage, den minsta knappt mer än reservdäcket. Klockspelet i stadshustornet är onekligen imponerande och slår en bro mellan det medeltida Västerås och 1960-talets kommunala expansion. Vid invigningen av klockspelet i augusti 1960 medverkade bland andra domkyrkoorganisten Hugo Melin och professor Leen't Hart, lärare vid klockspelsakademin i Amersfoort i Nederländerna. Den senare klassar klockspelet i Stadshuset som ett av världens förnämsta, ett komplett spel som varje klockspelare eftertraktar.
Klockspelet medger både manuellt och automatiskt manövrerade konserter, och de manuella ges klockan 12.00 varje onsdag under vår och sommar och varje fredag juni till augusti, med extra konserter i samband med högtider som till exempel midsommar, jul och nyår. Åke W Erikson började som biträdande klockspelare och ersättare för Hugo Melin 1962. 26 år senare tog han över tjänsten har sedan dess varit Västerås stads klockspelare. Från början styrdes klockspelets automatik av utstansade hålremsor i plast men nuförtiden styrs automatiken digitalt. Klockspelet spelar automatiskt varje heltimme från klockan sju på morgonen till nio på kvällen och i repertoaren finns både äldre och nyare musik, med bland annat upphovsmännen Bellman, Vivaldi och Ulf Lundell.

## Klockorna
Totalt består klockspelet av 47 klockor som omfattar fyra oktaver, varav den största klockan har en diameter på 155 centimeter och en vikt på 2410 kilogram. Den minsta klockan väger 11 kilogram och har en diameter på 21 centimeter, och den totala vikten på samtliga klockor är cirka 15 ton. Varje klocka har ett namn och ett poem ingjutet författat av Bo Setterlind, vilket även resulterade i en diktsamling med namnet Klockorna, med illustrationer av Osmo Isaksson.
| - Grupp 1 - c1 - Stor-Dum - d - Hjälparen - e - Frostglim - f - Orfeus - fiss - Domaren - g - Bröt-Anund - giss - Munken - a - Smeden - ais - Mimer - b - Lill-Dum | - Grupp 2 - c2 - Goliat - ciss - Job - d - Gertrud - diss - Pan - e - Maria Guds Moder - f - Hamlet - fiss - Flygaren - g - Richard - giss - David - a - Noa - ais - Cherubium - b - Ilian | - Grupp 3 - c3 - Fogden - ciss - Tomas - d - Herden - diss - Magdalena - e - Sokrates - f - Eurydike - fiss - Våren - g - Svanen - giss - Grock - a - Atomen - ais - Gorm - b - Joker | - Grupp 4 - c4 - Blixten - ciss - Nikodemus - d - Peder - diss - Don Quijote - e - Barmhärtig - f - Judas - fiss - Astronomen - g - Jairi Dotter - giss - Matutin - a - Sorgen - ais - Glädjen - b - Beatrix - Grupp 5 - c5 - Tummetott |